# Tecolotlán
Tecolotlán är en kommunhuvudort i Mexiko.   Den ligger i kommunen Tecolotlán och delstaten Jalisco, i den centrala delen av landet, 500 km väster om huvudstaden Mexico City. Tecolotlán ligger 1 207 meter över havet och antalet invånare är 8 602.
Terrängen runt Tecolotlán är varierad. Runt Tecolotlán är det glesbefolkat, med 18 invånare per kvadratkilometer. Tecolotlán är det största samhället i trakten. I omgivningarna runt Tecolotlán växer huvudsakligen savannskog.